# オーストラリア首都特別地域

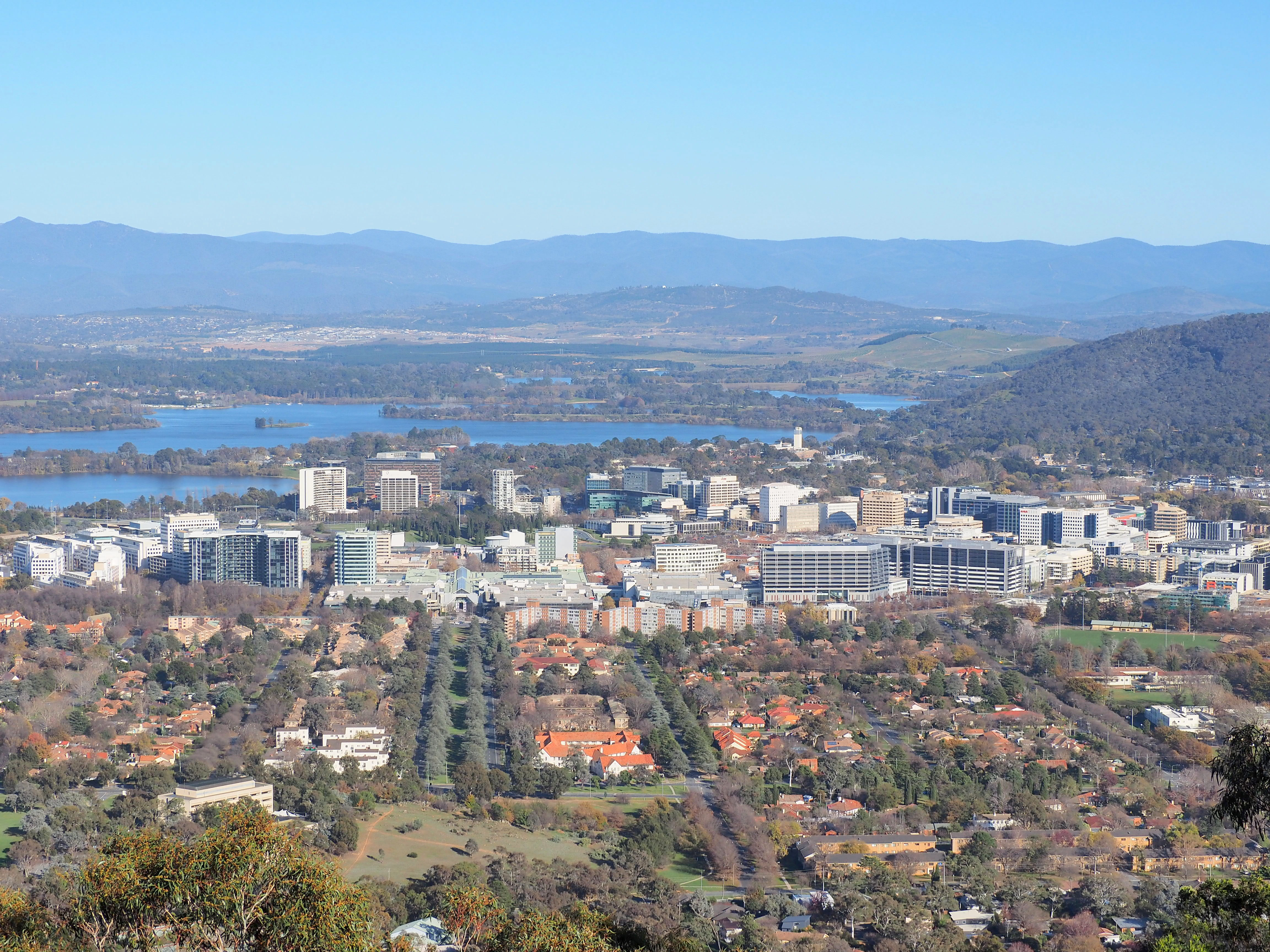
キャンベラ

オーストラリア首都特別地域（オーストラリアしゅととくべつちいき、英: Australian Capital Territory、略称: ACT）は、オーストラリアの特別地域の1つ。首都・キャンベラおよびその周辺地域から構成される。

## 地理

### 位置
同地域の標準時 (東部オーストラリア標準時: (A)EST) はUTC+10時間（日本標準時+1時間）である。夏時間 ((A)EDT = UTC+11時間、日本標準時+2時間) の開始は10月の第1日曜日早朝、終了は翌年4月の第1日曜日早朝である。同地域とシドニー、メルボルンは一年中時差がない。
またACTは、ニューサウスウェールズ州のサウスイースタン地域に周囲を囲まれる形で存在する。

### 地域
首都キャンベラの他、ホール地区（Hall）などの各地区から構成される。

#### 地方行政区分
以下の自治体と主なサバーブ（区・地区）で構成されている。
キャンベラ首都地域
- キャンベラセントラル区
- ベルコネン区
- ガンガーリン区
- モロングロバレー区
- タガーアノン区
- ウエストンクリーク区
- ウォーデンバレー区

その他の地域
- ホール地区
  - ホール
- ジェラボンベラ地区
  - オークスエステート
- マジュラ地区
  - ピアリーゴ
- パディーズリバー地区
  - サーワ
- コリー地区
  - ウリアラビレッジ

キャンベラ首都地域では、計画的に副都心や衛星地区の開発がされている。
しかし他の地域は街といえる集落がない。また、隣接するNSW州南東地域のシティ・オブ・クイーンビアンがACT外の衛星都市となっている。
ACTに関連し、海へ出るための連邦直轄区域ジャービス湾特別地域が設けられているが、ACTには属さず、別の特別地域となっている。

## 歴史

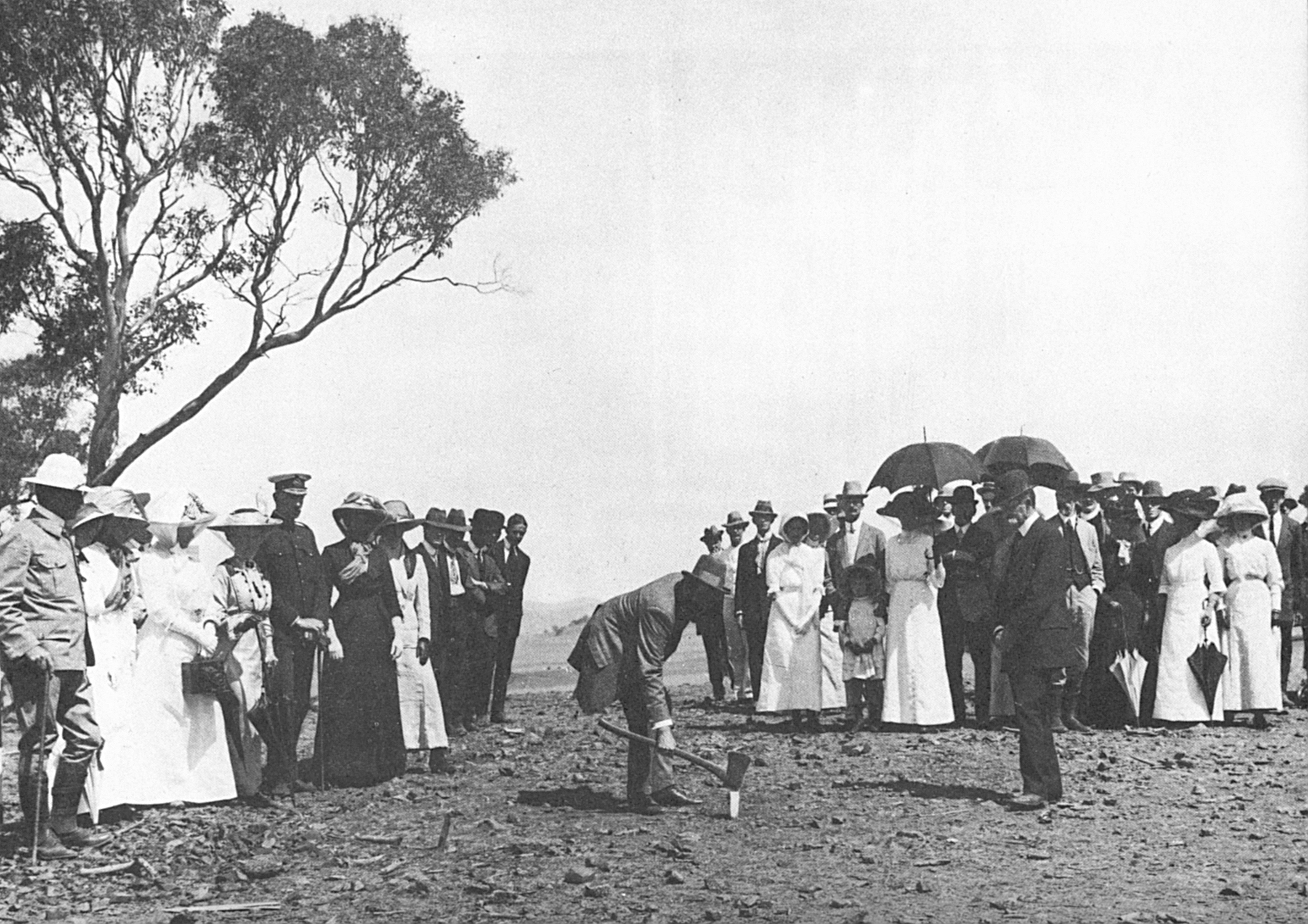
首都地域キャンベラ創設式（1913年）

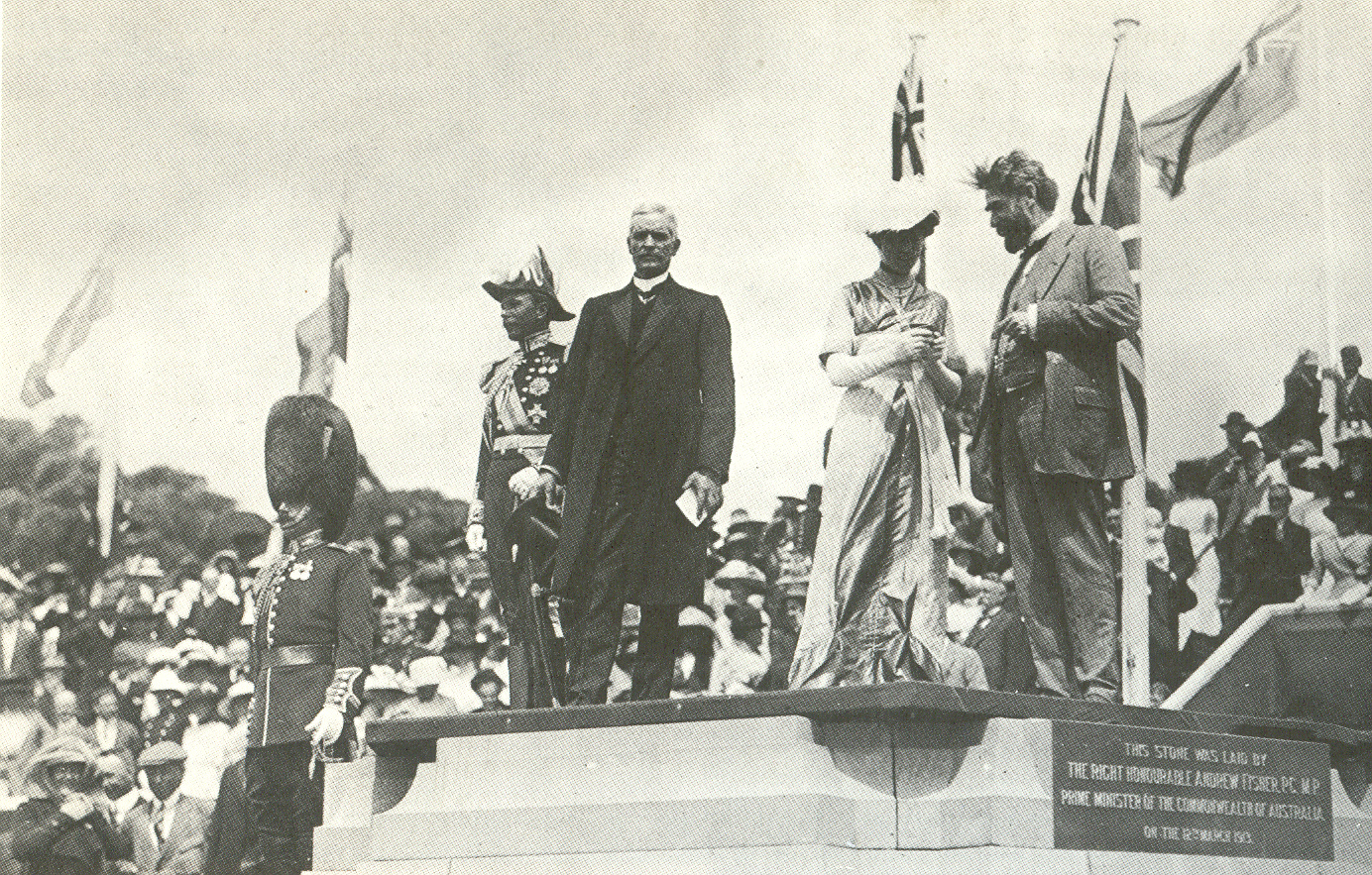
Lady Denman（総督夫人）が "キャンベラ" の命名をした, 1913年3月12日, （首相Andrew Fisher, King O'Malleyと共に）

## 政治
参照：Australian Capital Territory Legislative Assembly

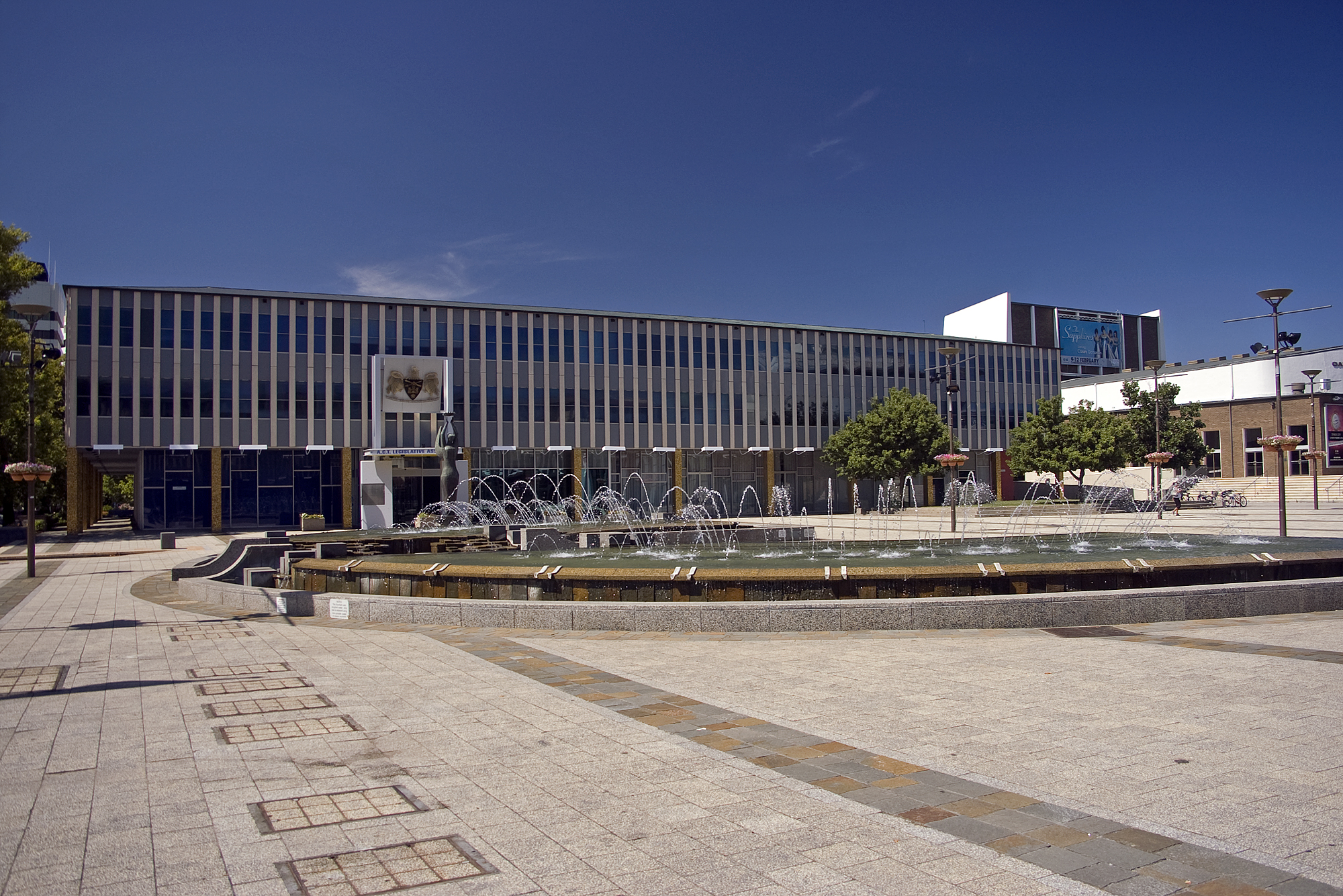
ACT立法議会議事堂

ACTは地域内の自治権を持っているが、憲法上はノーザンテリトリーと同格の準州であり、自治権は制限されている。このため、オーストラリア連邦政府の直轄地の性格が強い。
他の州、準州、自治領域（ノーフォーク島、クリスマス島、およびココス諸島）と異なり、ACTは総督 (Governer) に相当するオーストラリア国王の代理人、行政官 (administrator) に相当する連邦総督の代理人はおかれていない。キャンベラに駐在している連邦総督がその役割を担っている。
オーストラリア首都特別地域(ACT)は地方自治および国政において、ジャービス湾特別地域(JBT)と一体的に扱われている。
オーストラリア首都特別地域立法議会(Australian Capital Territory Legislative Assembly)と首相 (chief minister) はACTだけでなくJBTも管轄範囲とする。
ACT立法議会はキャンベラ市議会の役割を兼ね、地域内の立法権を有する。2011年まで、連邦総督（事実上は連邦政府）はACT立法議会が可決した法令に対し拒否権を行使することができた。現在は、連邦政府がオーストラリア首都特別地域立法議会の決定を却下するにはオーストラリア連邦議会両院の承認（それぞれ過半数）が必要である。
ACT立法議会は、議会の多数派からACTおよびJBTの行政の長、ACT首相 (ACT chief minister) を指名する。先述の通り、ACTには総督・行政官に相当する国王・連邦総督の代理人は存在しないため、議会の指名がすなわち首相の任命となる。chief minister は他州の premier（州首相）に相当し、またキャンベラ市長の役割を兼ねる。
オーストラリア連邦議会には、ACTおよびJBTから4人の議員を選出している（2人の上院議員、および2人の下院議員）。

## 教育

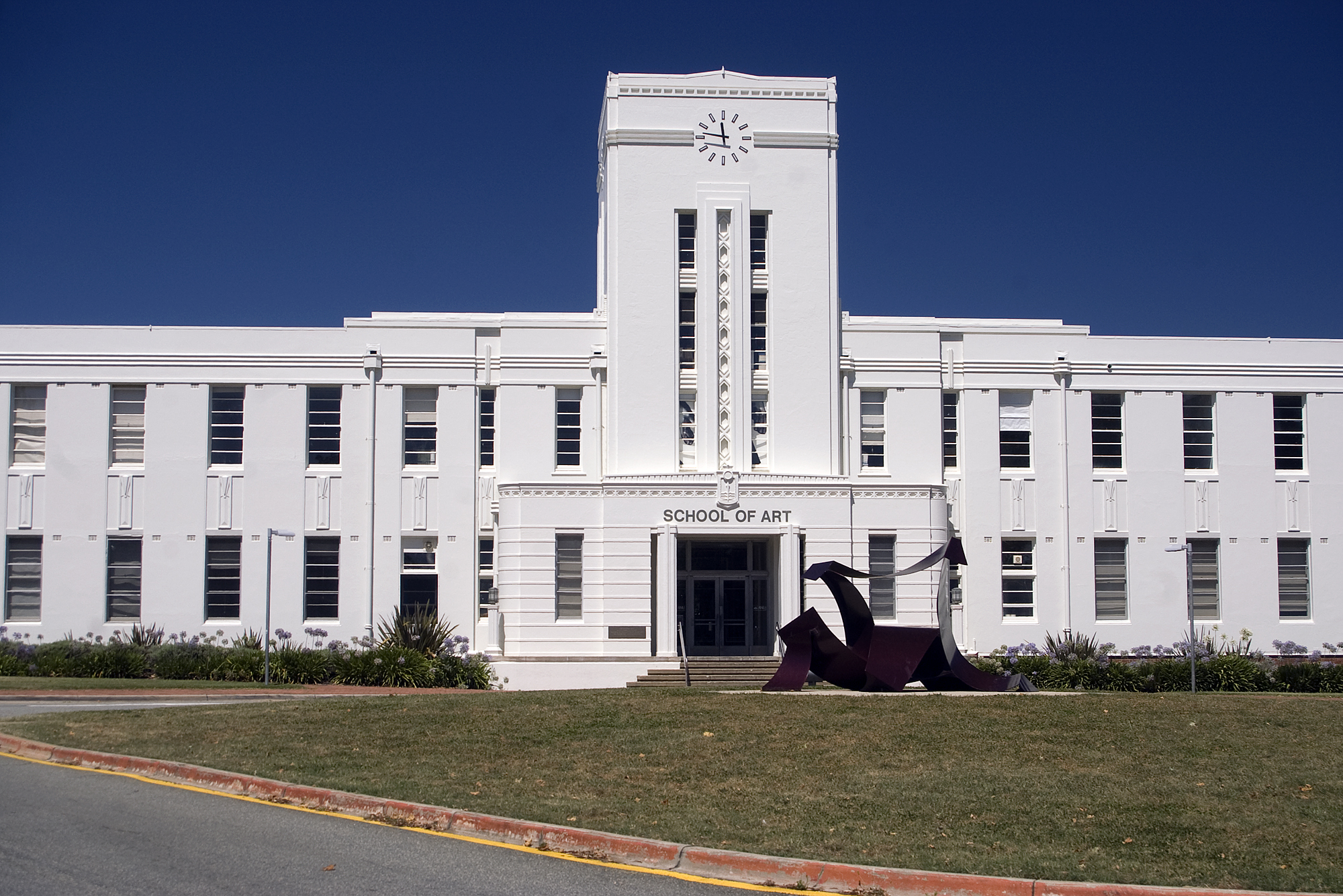
元々キャンベラ高等学校として建てられた、オーストラリア国立大学芸術学部の建物。

大学はいずれもキャンベラとその衛星地区にある。
- オーストラリア・カトリック大学（ACU）
- オーストラリア国立大学（ANU）
- キャンベラ大学（UC）

その他、
- チャールズ・スタート大学（CSU）の聖マルコ神学センター（St. Mark's Theological Centre）がある。
- オーストラリア国防大学（ADFA）の高等教育部分はニュー・サウス・ウェールズ大学（UNSW）が担当している。